# Udo Quellmalz
Udo Quellmalz (Leipzig, 8 de marzo de 1967) es un deportista alemán que compitió en judo.
Participó en tres Juegos Olímpicos, entre los años 1988 y 1996, obteniendo en total dos medallas: oro en Atlanta 1996 y bronce en Barcelona 1992, ambas en la categoría de –65 kg. Ganó cuatro medallas en el Campeonato Mundial de Judo entre los años 1989 y 1995, y tres medallas en el Campeonato Europeo de Judo entre los años 1988 y 1993.

## Palmarés internacional
| Representando a la RDA   |                          |                   |           |
| Campeonato Mundial       |                          |                   |           |
| Año                      | Lugar                    | Medalla           | Categoría |
| 1989                     | Belgrado (Yugoslavia)    | Medalla de plata  | –65 kg    |
| Campeonato Europeo       |                          |                   |           |
| Año                      | Lugar                    | Medalla           | Categoría |
| 1988                     | Pamplona (España)        | Medalla de bronce | –65 kg    |
| 1990                     | Fráncfort (RFA)          | Medalla de plata  | –65 kg    |
| Representando a Alemania |                          |                   |           |
| Juegos Olímpicos         |                          |                   |           |
| Año                      | Lugar                    | Medalla           | Categoría |
| 1992                     | Barcelona (España)       | Medalla de bronce | –65 kg    |
| 1996                     | Atlanta (Estados Unidos) | Medalla de oro    | –65 kg    |
| Campeonato Mundial       |                          |                   |           |
| Año                      | Lugar                    | Medalla           | Categoría |
| 1991                     | Barcelona (España)       | Medalla de oro    | –65 kg    |
| 1993                     | Hamilton (Canadá)        | Medalla de bronce | –65 kg    |
| 1995                     | Chiba (Japón)            | Medalla de oro    | –65 kg    |
| Campeonato Europeo       |                          |                   |           |
| Año                      | Lugar                    | Medalla           | Categoría |
| 1993                     | Atenas (Grecia)          | Medalla de bronce | –65 kg    |